# Anawekia robusta
Anawekia robusta is een eenoogkreeftjessoort uit de familie van de Diaixidae. De wetenschappelijke naam van de soort is voor het eerst geldig gepubliceerd in 1994 door Othman & Greenwood.